# Semidetenzione
La semidetenzione prevista dall'articolo 55 della legge 24 novembre 1981, n. 689, è una modalità di sostituzione delle pene detentive brevi. Il giudice, nel pronunciare la sentenza di condanna, quando ritiene di dovere determinare la durata della pena detentiva entro il limite di due anni, può sostituire tale pena con la semidetenzione.
Comporta:
- l’obbligo di trascorrere almeno dieci ore al giorno negli istituti o nelle sezioni per semiliberi indicati nel secondo comma dell'articolo 48 della legge 26 luglio 1975, n. 354, e situati nel comune di residenza del condannato o in un comune vicino
- il divieto di detenere armi, munizioni ed esplosivi
- la sospensione della patente di guida
- il ritiro del passaporto e di altri documenti validi per l’espatrio
- l’obbligo di portare sempre con sé l’ordinanza di determinazione delle modalità di esecuzione della sanzione ed eventuali modifiche stabilite dal magistrato di sorveglianza

## Determinazione della durata
Un giorno di pena detentiva equivale a un giorno di semidetenzione.
Chi è stato condannato con una o più sentenze, a pena detentiva complessivamente superi a tre anni di reclusione e ha commesso il reato nei cinque anni dalla nei confronti di coloro che sono stati condannati più di due volte per reati della stessa indole;
coloro ai quali la pena sostitutiva, inflitta con precedente condanna, è stata convertita, a norma del primo comma dell'articolo 66, ovvero nei confronti di coloro ai quali sia stata revocata la concessione del regime di semilibertà;
coloro che hanno commesso il reato mentre si trovavano sottoposti alla misura di sicurezza della libertà vigilata o alla misura di prevenzione della sorveglianza speciale.
I controlli sull'adempimento delle prescrizioni sono di competenza dell’ l'Ufficio di pubblica sicurezza del comune ove si svolge la misura o il comando dell'Arma dei carabinieri.
L'Ufficio di esecuzione penale esterna non ha competenze specifiche relative ai soggetti in semidetenzione, per cui può svolgere interventi in caso di eventuali richieste del direttore dell'istituto penitenziario o del Magistrato di Sorveglianza.
Quando vengono violate le prescrizioni, la pubblica sicurezza o il direttore dell'istituto di pena informano il magistrato di sorveglianza per la conversione della pena sostitutiva nella pena detentiva.

## Revoca e sospensione
In caso di ritardo di rientro superiore alle dodici ore, la pena sostituiva viene convertita in pena detentiva.
L'esecuzione della semidetenzione è altresì sospesa in caso di notifica di un ordine di carcerazione o di consegna, o in caso di arresto in flagranza di reato, di fermo o di cattura del condannato o di applicazione provvisoria di una misura di sicurezza.
I soggetti semidetenuti possono beneficiare di sospensioni della pena per un periodo non superiore a sette giorni per motivi di particolari rilievo, attinenti al lavoro, lo studio o la famiglia.
La semidetenzione è eseguita dopo le pene detentive.